# Комлев, Николай Георгиевич
Никола́й Гео́ргиевич Ко́млев (30 декабря 1924, с. Гари Пучежского района Ивановской области (в настоящее время Нижегородской области), СССР — 10 декабря 1998, Москва, СССР) — советский и российский лингвист и переводчик, доктор филологических наук, профессор. Специалист по теории языка, семиотике, разработчик специфики языкового знака, теории мотивации выбора знака в языковом общении, учения о языковом понятии и учения о связи коннотации и денотации. Основоположник денотативной грамматики.

## Биография
Родился в деревне Гари, Пучежского района, Ивановской (тогда Горьковской) области седьмым и самым младшим ребёнком в  старообрядческой семье Георгия Григорьевича и Капитолины Ефимовны Комлевых. Комлевы были речниками, ходили на барже по Волге. Любовь и уважение к родителям он пронёс через всю жизнь. Особенно трепетно относился к матери Капитолине Ефимовне. Отец был арестован по ложному доносу и расстрелян в Казани в 1937 г.
С 1942 по 1945 годы находился на фронте. Пройдя курсы в Чистополе, он отправился матросом-зенитчиком воевать на Ораниенбаумский пятачок. О нём писала фронтовая газета «Боевой залп» от 7 ноября 1943 года, что матрос имел уникальный слух. По реву пролетающего самолёта определял тип и загруженность военной лётной техники. После войны остался служить на минном тральщике Балтийского флота.
В 1949 году Комлев поступил в Военный институт иностранных языков (ВИИЯ), который окончил в 1954 году. Там он овладел в совершенстве немецким и польским языками. В течение всей жизни Николай Георгиевич не прекращал совершенствовать их и стал первоклассным знатоком истории и диалектологии этих языков. По окончании вуза был отправлен в ГДР, в советскую воинскую разведывательную часть.
С ноября 1955 года, после возвращения в Москву, начал работать в Союзе писателей СССР консультантом-переводчиком. Здесь он сотрудничает с Борисом Полевым, Юрием Левитаном, Херлуфом Бидструпом и др. В июле 1962 года Комлев сопровождал Ю. А. Гагарина в поездке по Европе.  Работая переводчиком с Берлинским Национальным симфоническим оркестром, посещая репетиции и концерты, Комлев очаровывается классической музыкой. Николай Георгиевич стал постоянным зрителем Московской консерватории. Там он знакомится с Иегуди Менухиным, Натальей Гутман, Мстиславом Ростроповичем. Дома предпочитал работать под звуки классической музыки, собрал огромную коллекцию граммпластинок с автографами великих музыкантов. Практически любое произведение мировой музыки узнавал с первых аккордов.
В июле 1956 года переходит на преподавательскую работу в МГУ имени М. В. Ломоносова.
В 1966 году на филологическом факультете защитил диссертацию на соискание учёной степени кандидата филологических наук по теме «Компоненты содержания слова». По материалам диссертации была издана монография «Компоненты содержательной структуры слова», которая выдержала пять изданий, вплоть до 2017 года. Комлев гордился тем, что уже потерявшему зрение А. Ф. Лосеву читали эту работу, и она удостоилась цитации великого философа в монографии «Знак. Символ. Миф» (М.: Издательство Московского университета, 1982). В 1976 году монография Комлева вышла в издательстве MOUTON (Гаага, Париж) на английском языке под названием «Components of the Content Structure of the Word».
В 1969 году Комлеву присвоено учёное звание доцента.
В 1988 году защитил диссертацию на соискание учёной степени доктора филологических наук по теме «Семантика слова в речевой реализации», которая в виде монографии «Слово в речи» также пережила много изданий. Через год Комлев становится профессором.
Профессор Н. Г. Комлев является автором более 100 научных статей, учебников по немецкому языку, монографий по философии и теории языка, словарей иностранных слов, научно-популярных статей в СМИ. «Словарь новых иностранных слов» переиздавался более 10 раз. Ученый выступал на телевидении, радио. Вёл две рубрики в газете «Книжное обозрение». Входил в комиссию Государственной Думы по разработке «Закона о государственном языке». Цитация трудов профессора достигла самых высоких показателей к концу 90-х годов прошлого века. Не работал в соавторстве. Под руководством учёного были защищены 45 кандидатских и докторских диссертаций. Ученики живут и работают во многих странах, на всех континентах.
После автомобильной катастрофы умер в Москве 10 декабря 1998 года. Похоронен на Пятницком кладбище в Москве.

## Научная деятельность
Главным объектом научных интересов Комлева являлось само языковое общение, которое он рассматривал как орудие культурной и хозяйственной жизни. И разработанная им философия языкового общения стала основой его дальнейших исследований. Он считал язык важнейшим средством управления обществом и способом социализации личности. Мечтой ученого было создание междисциплинарной лаборатории в МГУ. Профессор поставил перед собой цель разработать ответы на три главных вопроса: как изучать язык, обучать языку, общаться посредством языка. Поскольку Комлев рассматривал эти вопросы как единство языковой жизни человека, то благодаря этому он занимался изучением психологии речевого общения и психологией языка. Им были изложены такие важнейшие гносеологические положения, как:
- нельзя наблюдать объект, не изменяя его
- нельзя наблюдать объект, не нарушая восприятие его
- нельзя интерпретировать наблюдения, не искажая правильного представления об объекте
- нельзя передать интерпретацию наблюдения, не придав ему дополнительного искажения.

Комлевым была разработана специфика языкового знака, теория мотивации выбора знака в языковом общении, а также учение о языковом понятии и учение о связи коннотации и денотации, благодаря чему в будущем это позволило построить теорию вне контекста взаимоотношений в лексике и теорию отношения говорения к мышлению.